# موش جنگلی سونورا
موش جنگلی سونورا (نام علمی: Neotoma phenax) نام گونه‌ای از سرده موش کپه‌ساز است.